# Frantán
Frantán (? - 457), rey de los suevos (456 - 457).

## Biografía
Gobernó el norte de Gallaecia tras la muerte de Agiulfo a manos de Maldras.
Después de la muerte de Agiulfo, ejecutado por insubordinación a los visigodos, los suevos eligieron a Maldras como rey en 456. Sin embargo, en 457, algunos suevos abandonaron a Maldras y nombraron a Frantán. A la luz de la evidencia de la monarquía dinástica sueva, la división entre Maldras y Frantán se ha tomado como indicativa de que el pueblo tenía algún papel en la elección del rey, al final de un linaje.